# الممثلية الروسية لدى السلطة الوطنية الفلسطينية
الممثلية الروسية لدى السلطة الوطنية الفلسطينية هي الجهة الدبلوماسية العُليا الروسية لدى دولة فلسطين. تقع في شارع المُبعدين في مدينة البيرة.

## التاريخ
افتتحت روسيا ممثليتها لدى السلطة الوطنية الفلسطينية في عام 1995 في مدينة غزة، وفي مارس 2004، تم نقلها إلى الضفة الغربية. يتبع لها منذ يوليو 2011، مكتب قنصلي روسي في قطاع غزة.
في عام 2020، أعلنت روسيا عن نيتها فتح ممثلية تجارية في محافظات الخليل وبيت لحم ونابلس.

## قائمة الممثلون
| الترتيب | رئيس البعثة الدبلوماسية | تاريخ الاعتماد الدبلوماسي | تاريخ الانتهاء | رئيس روسيا     | رئيس دولة فلسطين | ملاحظات |
| ------- | ----------------------- | ------------------------- | -------------- | -------------- | ---------------- | ------- |
|         | سيرجي كوزلوف            | 18 فبراير 2008            | ديسمبر 2013    |                | محمود عباس       |         |
|         | الكساندر روداكوف        |                           | يناير 2017     |                | محمود عباس       |         |
|         | حيدر أغانين             | 2014                      | مايو 2019      | فلاديمير بوتين | محمود عباس       |         |
|         | غوتشا بواتشيدزه         | 25 يونيو 2019             | لا يزال        | فلاديمير بوتين | محمود عباس       |         |

## وصلات خارجية
- الموقع الرسمي